# Hippokrates av Chios
Hippokrates av Chios var en av de tidigaste grekiska matematikerna.
Hippokrates kom omkring 430 f. Kr. till Aten, där han genom beröring med lärjungar till Pytagoras erhöll kännedom om matematik. Han verkade som lärare och uppges ha författat den första läroboken i elementargeometri. Vidare har han sysslat med de berömda geometriska problemen angående kubens fördubbling, cirkelns kvadratur och speciellt med kvadratur av ytor begränsade av cirkelbågar, efter honom kallade "Hippokrates halvmånar", som är likytiga med rätlinjiga figurer.